# Hypophthalmichthys nobilis

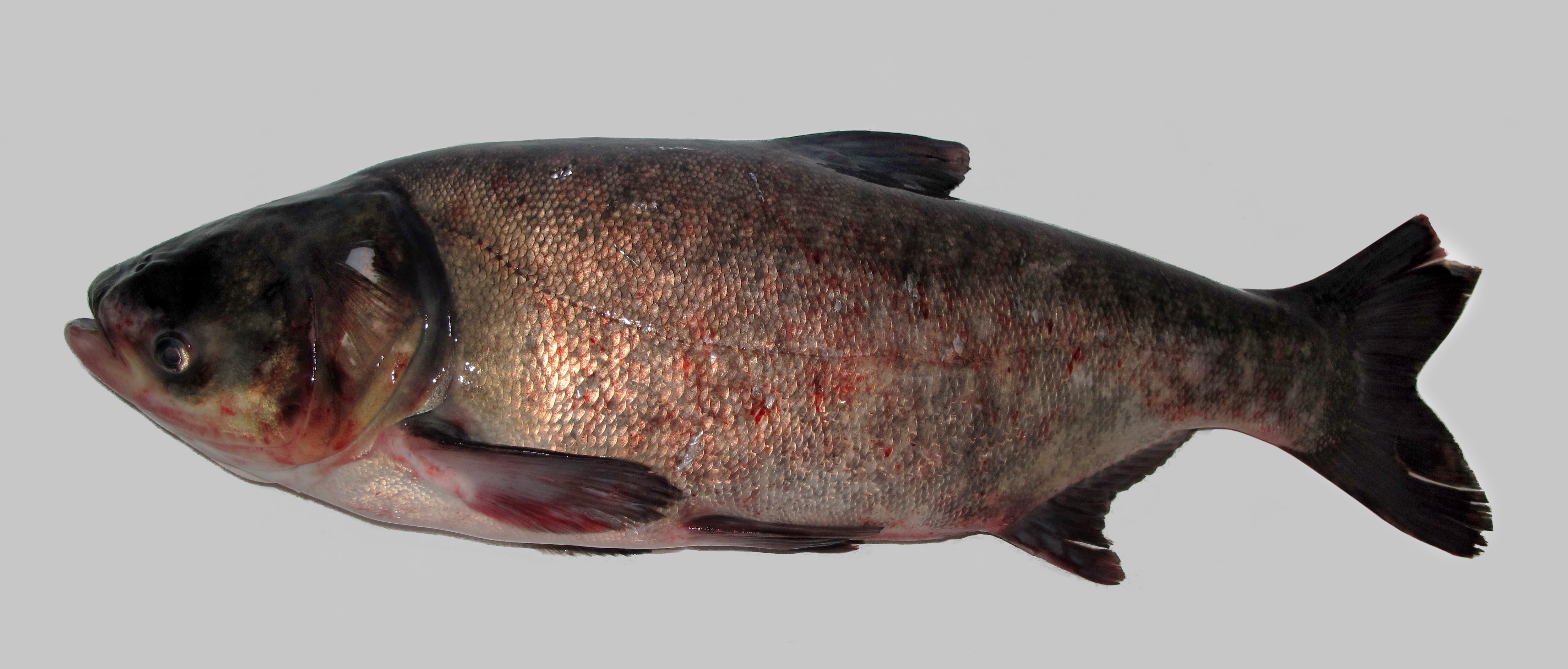
Exemplar de 63 cm i 3,8 kg

Hypophthalmichthys nobilis és una espècie de peix cipriniforme de la família dels ciprínids.
Els mascles poden assolir 112 cm de longitud total i 21,3 kg de pes.
Menja principalment zooplàncton.
És un peix d'aigua dolça i de clima temperat (4 °C-26 °C).
Es comercialitza fresc i congelat.
Es troba a Àsia: la Xina, tot i que ha estat introduït a nombrosos països.